# Estado dos Presídios
O Estado dos Presídios (em italiano:  Stato dei Presìdi), também denominado por vezes Presídios da Toscana (Presidi di Toscana) ou, oficialmente, quando se estabeleceu, Estado dos Reais Presídios, constituiu uma entidade territorial criada pelo rei de Espanha Filipe II (quando ainda era príncipe das Astúrias, ao assumir o Reino de Nápoles cedido por seu pai), e que constituía um pequeno território na Itália, mas que era de grande importância estratégica e militar, sobre territórios que pertenceram à República de Siena e segregados desta depois da sua anexação pelo Grão-Ducado da Toscana em 1557.
Compreendia o promontório do Argentario na Toscana bem como Orbetello, Porto Ercole e Porto Santo Stefano com Ansedonia e Talamone, e também por Porto Longone (o atual Porto Azzurro) na Ilha de Elba, que pertencia à senhoria, depois principado de Piombino.
Permaneceu sob soberania dos reis de Espanha até 1707. Durante a Guerra de Sucessão Espanhola passou ao Império Austríaco e, posteriormente, ficou sob soberania do rei de Nápoles até à sua extinção em 1801, integrado no napoleónico Reino da Etrúria.

## Origens do Estado dos Presídios
Pelos tratados de Londres e de Florença, subscritos respetivamente em 29 de maio e em 3 de julho de 1557, estabeleceram-se importantes equilíbrios na Toscana dos Médici dois anos depois da conclusão da Guerra de Siena, na qual se enfrentaram as tropas francesas aliadas da República de Siena e as tropas imperiais de Carlos V, aliadas de Cosme I de Médici, duque de Florença. 
O primeiro tratado, subscrito por Filipe II (sucessor do imperador Carlos V) e Jaime VI Appiani, senhor de Piombino, impunha a restituição por parte de Cosme I da Senhoria de Piombino juntamente com a ilha de Elba, à exceção de Portoferraio, e o estabelecimento de alguns contingentes espanhóis em Piombino e Scarlino, que constituiriam o núcleo dos presídios setentrionais. A Coroa de Espanha reservava-se, além disso, a possibilidade de fortificar a ilha de Elba, como ocorreria de facto na primavera de 1603, quando se iniciaram os trabalhos de fortificação de Porto Longone.
O segundo tratado, por outro lado, sanciona oficialmente o fim da República de Siena e a sua cessão em qualidade de feudo ("in feudum nobile, ligium, et honorificum") ao duque de Florença que, por sua vez, devia jurar fidelidade ao rei de Espanha e aos seus sucessores, como mandava o tratado:

"...suis veris directis et supremis domino tenentur et sunt obnoxii et contengas dictum Illustrissimum Ducem seu eius ut supra Descendente Masculos subcessores in dicto feudo decedere sine Filis Masculis legitimis et de legitimo Matrimonio natis ac Descendentibus Masculis similiter legitimis, et de legitimo Matrimonio natis, tunc et in eo casu dicta Civitas Senarum cum omni suo integro Dominio, et Statu, eiusque universo Agro prout supra concessum, et cum omnibus et singulis superius descriptis, et concessis ad dictam Regiam, et Catholicam Majestates, eiusque in dicto Regno Hispaniarum Subcessores redeat, et omnino devolvatur, et devolutassit et esse conseatur."
Além disso, Filipe II reservava-se o controlo dos importantes postos marítimos de Porto Ercole, Talamone, Orbetello, Porto Santo Stefano e de todo o monte Argentario que constituiriam desta forma os presídios meridionais:

"In hac tamen feudi concessione sua praefata Cattolica Majestas, et dictus Illustris Don Ioannio de Figueroa Mandatarius praefatus non intendit Compraehendi nec ullo modo compraehendantur: Nec compraehemo videantur, sed omnino exclusa, et expresse excluduntur, Oppida, Castra, Portus, loca ac terrae dicti agri Senensis, videlicet Portus Herculis, Orbitellum, Thelamonium, mons Orizentalius, Portus Sancti Stefani..."
Se na vertente setentrional subsistia uma difícil relação entre o governo de Appiani e a milícia espanhola, os presídios meridionais constituíam defesas exclusivamente destes últimos, e gozavam de uma capacidade fiscal autónoma.
Além de tudo isto, pode-se dizer que foi durante os anos dos confrontos contra França por Siena, quando Filipe II amadureceu a ideia de estabelecer um sistema defensivo tirrénico entre Piombino e Argentario contra as frequentes incursões otomano-berberes, obtendo ao mesmo tempo a inibição das aspirações francesas na zona, além de ampliar a já famosa estratégia filipina no Mediterrâneo ocidental.

## Períodos na história do Estado dos Presídios
Na história do Estado dos Presídios distinguem-se quatro períodos:
No primeiro período, de 1557 a 1707, o governo dependia das diretivas políticas e administrativas do vice-rei espanhol de Nápoles.
O segundo período, de 1707 a 1737, sob domínio austríaca, estendeu-se desde a Guerra da Sucessão Espanhola até à Guerra da Sucessão da Polónia, época na qual o Estado foi governado pelo vice-rei austríaco de Nápoles.
No terceiro período, de 1737 a 1800, o Estado foi anexado ao Reino das Duas Sicílias por Carlos de Bourbon (que depois foi o rei Carlos III de Espanha) até Fernando IV.
O quarto período durou só um ano (1800 a 1801), e decorreu sob domínio francês depois da conquista da Itália por Napoleão Bonaparte. O Estado foi então incorporado no Reino da Etrúria. Este foi o episódio final deste Estado, que não foi recriado pela restauração política do Congresso de Viena, e o seu território foi integrado no Grão-Ducado da Toscana.

## Governo do Estado e principais factos políticos
Os quatro períodos históricos do Estado dos Presídios têm diversos pontos em comum, sendo o mais importante o de que o Estado dos Presídios nunca foi um estado soberano, nem teve nunca uma dinastia reinante nem representações oficiais próprias. Em quase todos os casos, não foi mais que um apêndice do Reino de Nápoles, e não foi mais que um título que recebiam, sucessivamente, os reis de Espanha, os imperadores da Áustria e os reis de Nápoles.
O Estado não teve mais que governadores enviados pelos governos centrais. Estes foram essencialmente militares de média patente, dos quais poucos foram brilhantes, preocupados unicamente em manter as fortificações.

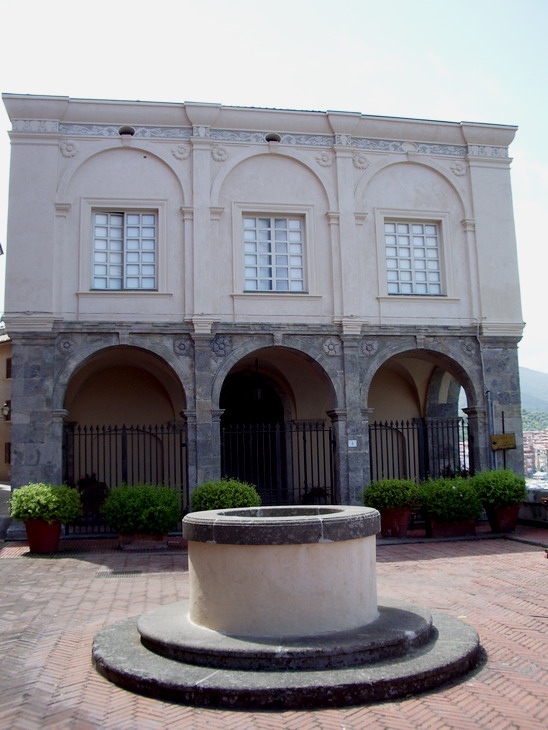
O Palácio dos Governadores (Palazzo dei Governanti), sede dos governadores espanhóis em Porto Ercole

O período mais importante foi o primeiro devido à sua duração. No seu decurso, o Estado dos Presídios cumpriu plenamente as funções políticas e militares pelas quais fora criado. É também este período o que deixou a mais numerosa documentação sobre a planificação urbana e arquitetónica.
Enquanto estrutura organizativa, os presídios dependiam diretamente do Reino de Nápoles, não só em matéria militar, mas também no que se referia a assuntos jurídicos, administrativos e económicos. Destacavam-se, sobretudo, as figuras do auditor (nomeado pelo vice-rei) encarregado da administração da justiça civil e criminal; do veedor, responsável pela gestão económico-administrativa dos trabalhos das fortificações e da gestão dos soldados das companhias (soldos, licenças...), além do aprovisionamento de artilharia e munições; do escrivão de razão, que ajudava o veedor além de subscrever e preparar os recibos de pagamento do pagador dos Presídios; do mestre portolano, residente em Orbetello (capital dos presídios), que controlava a entrada e saída de mercadorias no porto e cuja presença resultava bastante irregular, sendo a sua função exercida pelo arrendador (contratista das entradas fiscais presidiárias), e do pagador, encarregado dos pagamentos aos soldados dos Presídios e dos gastos de construção e manutenção das fortificações.
Depois da formação do Estado, o rei de Espanha Filipe II ordenou aos comandantes espanhóis de Orbetello, Talamone, Porto Ercole e Piombino que obedecessem ao seu aliado e amigo Cosme I de Médici. 

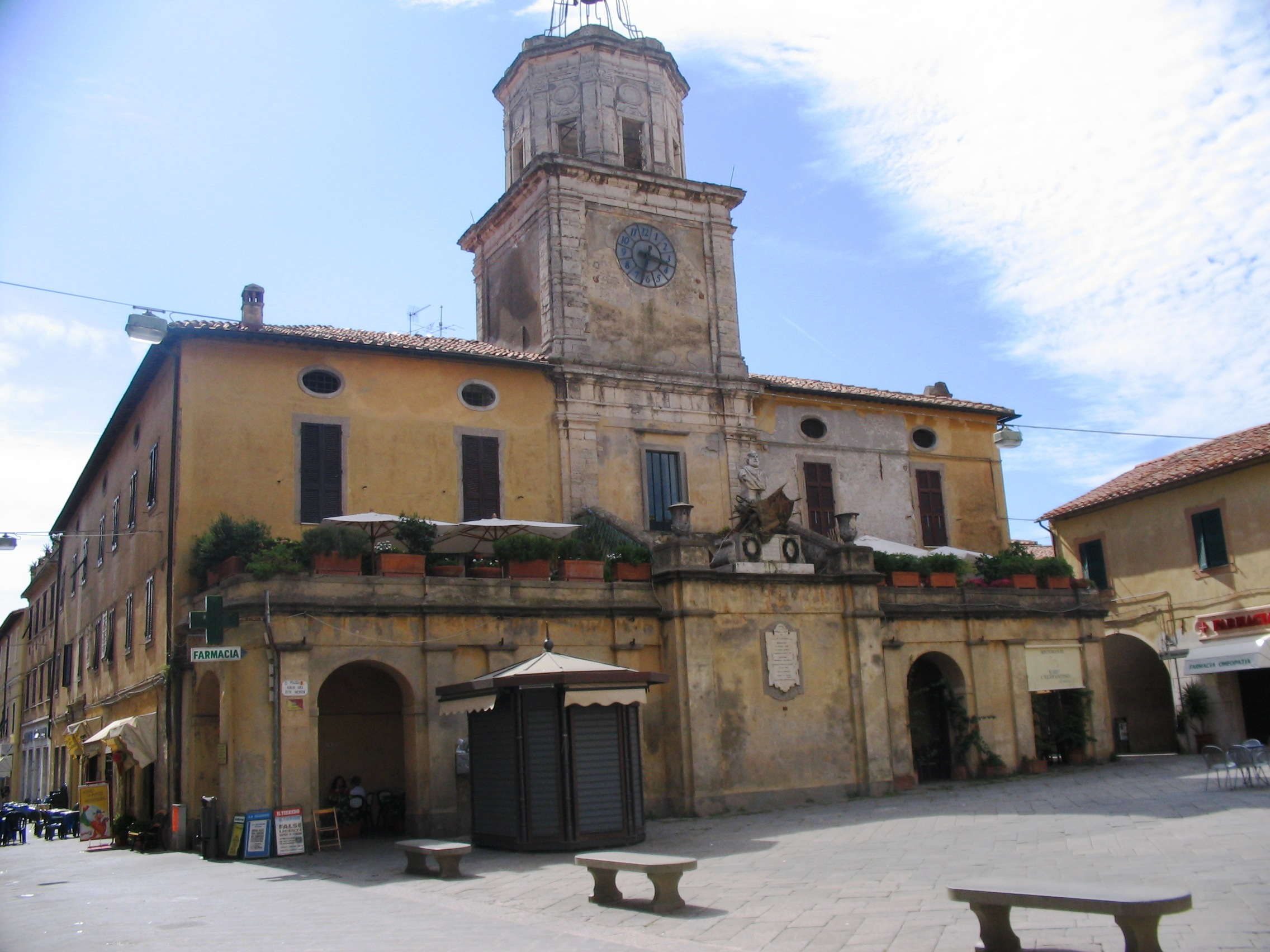
O Palazzo del Podestà na Piazza Eroe dei due Mondi de Orbetello, residência do governador durante o domínio espanhol.

No relativo à estrutura de fortificações dos presídios, é no período de 1563 a 1571 que se concentram as intervenções mais importantes. No espaço de cinquenta anos, o Estado dos Presídios iria dispor de um sistema de fortificações cada vez mais poderoso, completando as obras medievais construídas no tempo do domínio de Siena. Cosme I, que dispunha dos maiores arquitetos militares, soube aproveitar-se da situação para se apropriar de Castiglione della Pescaia e da ilha de Giglio, em detrimento do seu proprietário legítimo Innico Piccolomini, marquês de Capestrano e duque de Amalfi, mas inimigo de Espanha e de Florença.
Depois do édito de 1563 do vice-rei Per Afán Enríquez de Ribera, duque de Alcalá, inicia-se um projeto de construção de torres defensivas costeiras em todo o Reino de Nápoles, incluídos, portanto, os presídios toscanos. O ritmo de construção, mas sobretudo de readaptação e reconstrução de estruturas já existentes, é bastante rápido; das quatro torres ativas em 1563 nas jurisdições de Orbetello e Porto Ercole, passa-se a 17 em 1571, distribuídas geralmente pelo cabo de Argentario. Contrariamente à quase exclusiva função de vigilância das torres (como na Idade Média), as novas construções desempenhavam também funções de defesa e dissuasão. 
Em 1589, as ilhas de Palmaiola, Pianosa e Montecristo (pertencentes ao Estado de Piombino), como as do resto do canal de Piombino, estavam escassamente fortificadas, apesar de não faltarem projetos e propostas dirigidas ao impacto balístico do canal e ao reforço das estruturas em terra firme. 
Paralelamente à construção e restauro de torres, iniciou-se a construção de fortes. Com a exclusão de Porto Longone, na ilha de Elba, os trabalhos de modernização e ampliação das estruturas preexistentes inicia-se a partir de 1557. Em Porto Ercole interveio-se na Rocca (identificada como Castelo Vello ou da Terra); em Forte Filippo no Castelo Novo ou Monte Filippo; entre ambas as posições, interveio-se no bastião de Santa Bárbara e sobre o Forte Stella. As duas fortalezas principais, Castelo Vello e Castelo Novo sofreram várias intervenções que se prolongaram durante quase vinte anos, intervenções que afetaram também a Rocca, o bastião de Santa Maria e as muralhas de Orbetello. 
O mandato do vice-rei Henrique de Guzmán, conde de Olivares, em 1596, foi particularmente frutífero. Consentiu que os habitantes, contrariamente às disposições governamentais, se armassem com o intuito de se defenderem contra os turcos e os exilados, numerosos na Marema. Nesse ano completa-se o bastião Guzmano, assim chamado em honra do vice-rei. Em 1597, as grandes festas em honra da visita do cardeal Pietro Aldobrandini, neto do Papa Clemente VIII, serviram para melhorar o clima glacial devido à rigidez imposta pelos governadores. 

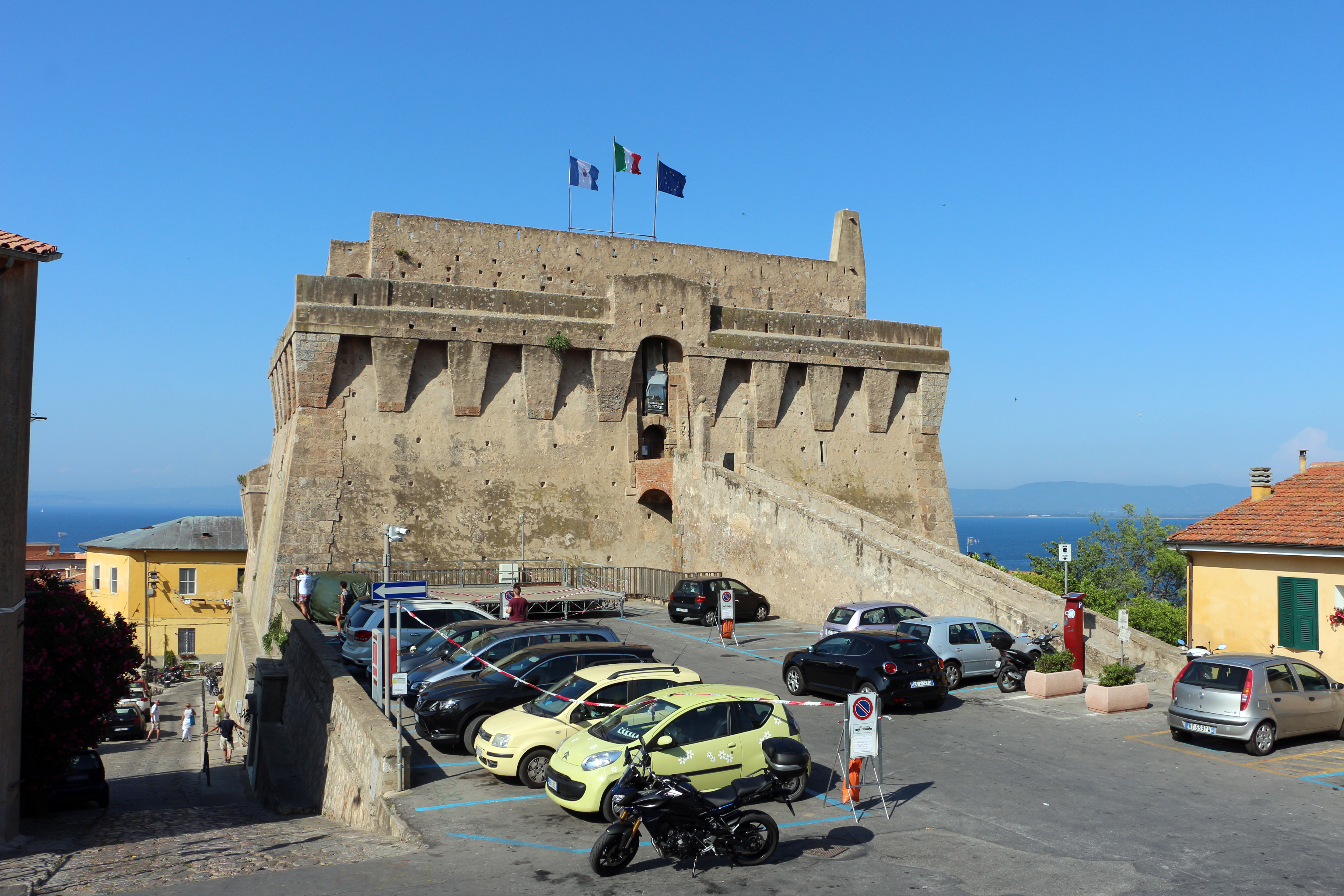
Forte espanhol de Porto Santo Stefano

No tempo do governo do conde de Olivares, Porto Santo Stefano dispunha apenas de uma simples torre, pelo que era extremamente vulnerável aos ataques vindos do mar (só em 1607 se iniciaram as obras para a sua fortificação). Outros trabalhos de consolidação e fortificação foram executados nos castelos e fortificações de Piombino, Scarlino, Populonia, Suvereto e Buriano, todas elas construções antecedentes à constituição dos Presídios.
A mudança nas relações entre o Grão-Ducado da Toscana e a coroa espanhola permitiram a Filipe III, graças a uma das cláusulas do Tratado de Londres, encarregar a construção da fortaleza de Porto Longone, também chamada fortaleza de San Giacomo, ao arquiteto espanhol García de Toledo, cuja planta estrelada era inspirada na cidadela de Antuérpia, para se opor à fortaleza toscana de Portoferraio, o que permitiu assegurar ainda mais o controlo espanhol sobre o centro da Itália e especialmente sobre os Estados Pontifícios. Num período de cinquenta anos, portanto, os presídios toscanos dispuseram de um impressionante sistema defensivo que permitiu um férreo controlo da região por parte da coroa espanhola, que se manteria até ao desmembramento da monarquia na Europa durante a Guerra de Sucessão Espanhola.
Em 1630, por seu lado, Filipe IV ordenou o reforço do forte das Salinas, próximo a Orbetello, para o incorporar também no sistema defensivo dos Presídios. 
No vice-reinado de Juan Alonso Pimentel de Herrera, conde de Benavente, o governador Egidio Nunes Orejón restaurou e valorizou Porto Santo Stefano. Fez rodear a antiga fortaleza de uma plantação de citrinos alimentada pela água de uma fonte, e fez acondicionar duas fontes para uso público (a pilarella e a fonte da praça) o que possibilitou a instalação de famílias de Orbetello, Porto Ercole e Talamone.
Em 1646 Orbetello viu-se submetida a um cerco de quase dois meses por parte das tropas francesas enviadas por Mazarino para expulsar os espanhóis da Itália, de 9 de maio a 20 de julho. Em 14 de junho ocorreu uma batalha naval. Apesar de este cerco ter resultado em fracasso, os franceses conseguiram conquistar  Porto Longone (que retiveram de 27 de setembro de 1646 a 15 de julho de 1650), depois de terem conquistado Piombino. Este episódio da Guerra dos Trinta Anos permitiu à França de Mazarino exercer ameaças diretas contra o reino de Nápoles, e isso levou à transformação de toda a organização do domínio espanhol na Itália. O vice-rei espanhol, depois desta guerra, impôs pesados impostos a Nápoles, o que provocou uma violenta revolta na cidade, na qual Tommaso Aniello, chamado Masaniello, foi protagonista. A denominada República Napolitana foi suprimida pelo duque de Arcos acompanhado de uma frota que saiu de Gaeta sob o comando de João José de Áustria, filho natural de Filipe IV. 
Devido aos ataques por parte dos piratas que se seguiram, e para defender-se de um eventual novo ataque francês, a coroa decidiu construir outra fortaleza na baía de Longone, Forte Focardo, que tomou o nome do seu construtor Fernando Joaquín Fajardo de Requesens y Toledo como reza a inscrição que se encontra na porta interna do forte: 

"En el año 1678, reinando la majestad del invicto Carlos, rey de España, el excelentísimo Don Fernando Foxardo, ordenó iniciar este fuerte siendo Gobernador de la Plaza de Longone por Su Majestad"

Localização do Estado dos Presídios (em vermelho) na península Itálica.

Fechado o capítulo da ameaça francesa, o Estado dos Presídios viveu um notável florescimento e, em consequência, uma melhoria na qualidade de vida dos seus habitantes. Foi precisamente durante este período que mais se fez sentir a influência espanhola, já que não só nos grandes complexos de fortificações, mas também na convivência civil, na pompa, nos costumes e mesmo na língua. 
Na capital, Orbetello, fizeram-se trabalhos para a ampliação e embelezamento da catedral, como novos altares, capelas ou sepulcros para nobres, e construíram-se numerosos edifícios públicos, como os palácios do governador de Orbetello e de Porto Ercole, etc. 
Este período de paz e prosperidade durou de 1650 a 1707, unicamente conturbado pela peste contagiada pelos marinheiros que desembarcaram nos portos do Argentario e Talamone, e que fez com que em 1676 fosse necessário instituir um comissariado de saúde.
Em 1667, não obstante, iniciara um novo período de guerras contra a França de Luís XIV que fixou que o grão-duque da Toscana Cosme III de Médici fosse tentado por França, o Império e Espanha, oferecendo-lhe compensações territoriais para assim conseguir o seu apoio. 
O grão-duque quis e reclamou o título de rei da Sardenha mas, no final, tudo acabou em nada.
Desta forma chega-se à Guerra de Sucessão Espanhola, quando as tropas imperiais desembarcam nos presídios tomando posse dos mesmos em nome do rei das Espanhas Carlos III (o arquiduque Carlos, futuro imperador Carlos VI da Áustria) tal como aconteceu ao Reino de Nápoles. 
Desta forma os presídios passaram a depender do vice-rei austríaco de Nápoles até 1734, quando Carlos de Bourbon (futuro rei de Espanha), apoiado pelos exércitos espanhóis, se apoderou do reino napolitano.

## Fim do Estado
O Estado dos Presídios foi oficialmente suprimido por Fernando IV em 1796, que decidiu integrá-lo nos domínios do Reino de Nápoles com o ducado de Sora. Permaneceu associado a Nápoles até ao tratado de Florença (28 de março de 1801), em virtude do qual o Estado foi cedido a França que o integrou no Reino da Etrúria. Este último durou pouco, já que pelo tratado de Fontainebleau (23 de outubro de 1807) o Estado, tal como toda a Toscana, foi anexado pela França, antes de se integrar no Grão-Ducado da Toscana no Congresso de Viena (1815).

### Outros artigos
- Grão-Ducado da Toscana
- Filipe II da Espanha
- Império Austríaco
- Reino de Nápoles